# VMware Workstation
VMware Workstation Pro é um hipervisor hospedado que é executado em versões x64 dos sistemas operacionais Windows e Linux (uma versão x86 de versões anteriores estava disponível); ele permite que os usuários configurem máquinas virtuais (VMs) em uma única máquina física e as utilizem simultaneamente com a máquina real. Cada máquina virtual pode executar seu próprio sistema operacional, incluindo versões do Microsoft Windows, Linux, BSD e MS-DOS. O VMware Workstation é desenvolvido e vendido pela VMware, Inc., uma divisão da Dell Technologies. Existe uma versão gratuita, o VMware Workstation Player, para uso não comercial. É preciso ter uma licença para usar os sistemas operacionais proprietários, como o Windows. Máquinas virtuais Linux prontas e configuradas para diferentes finalidades estão disponíveis a partir de várias fontes.